# Folkets Tidning
Folkets Tidning, radikalt liberal dagstidning, utgiven i Lund december 1856 till 31 mars 1921. Grundare var riksdagsmannen Christian Bülow, vilken 1891 efterträddes som redaktör av sonen Waldemar Bülow.
Christian Bülow formulerade vid ett tillfälle tidningens uppgift som "att bekämpa maktens missbruk och vindicera även de arbetande och medellösa folkklassernas mänskliga och medborgerliga rättigheter". Under sonen Waldemars redaktörskap kom tidningen också att utmärka sig för sin humoristiska formuleringskonst.
Folkets tidning utkom ursprungligen ett mindre antal dagar i veckan men var från 1898 daglig med undantag för sommarmånaderna juni-augusti då den utkom med tre nummer i veckan. Dess lokala huvudkonkurrent var det mer konservativa Lunds Dagblad.